# 稳压器

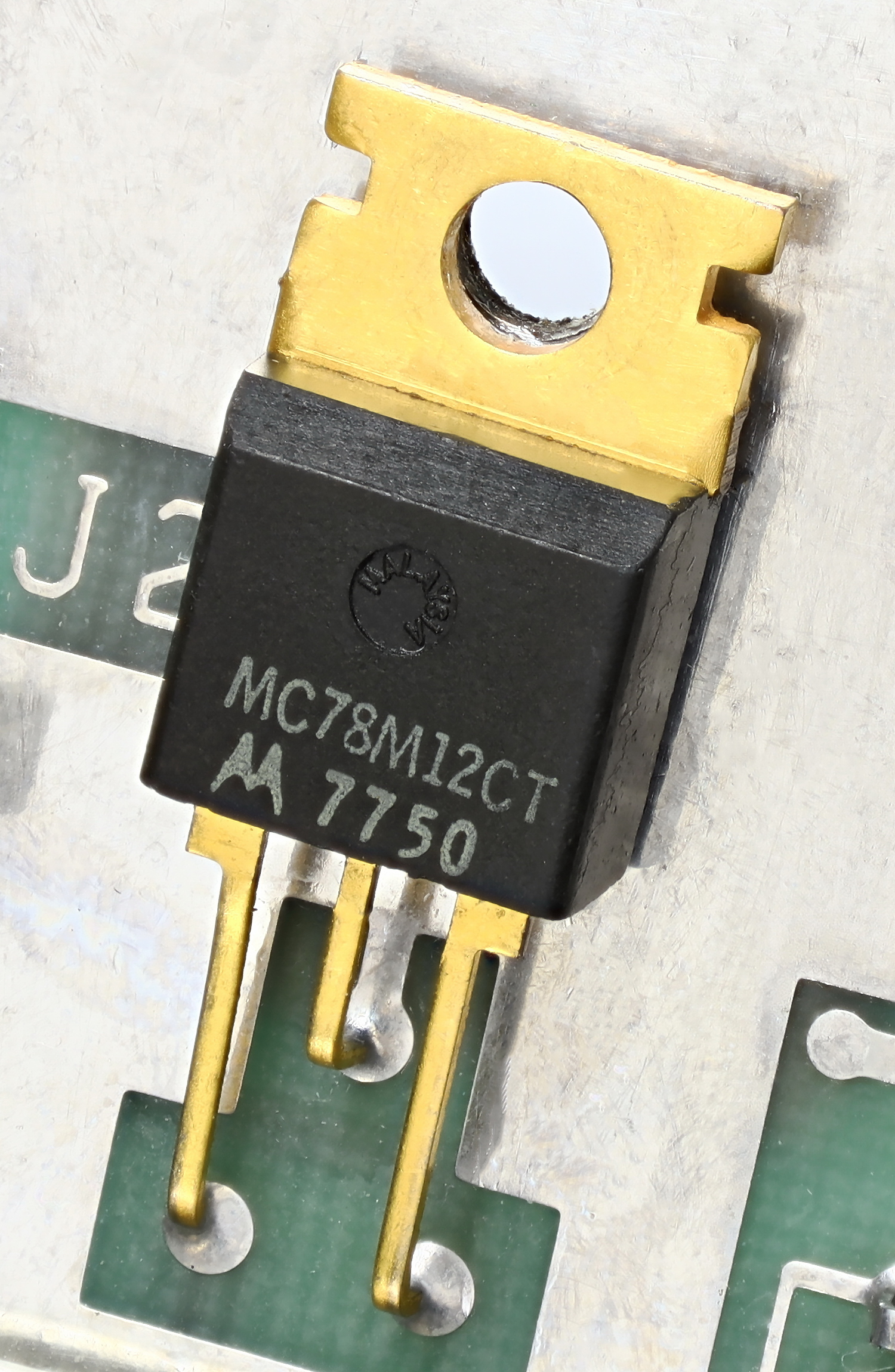
一个LM7812三端稳压器芯片，用于产生12伏特稳定电压

稳压器或电压调节器（英語：voltage stabilizer或voltage regulator），是指电子工程中自动维持恒定电压的装置。一个稳压器可能是简单的“前馈”设计或者可能包含负反馈控制回路。稳压器还可能使用了机电机制或电子模块。根据不同的设计，稳压器可以分为直流稳压和交流稳压。
稳压器可以在電源變化或是負載電流變化時，提供恆定的電壓。稳压器常在电源供应系统中使用，与整流器、电子滤波器等配合工作，提供稳定输出的电压，例如微处理器和其他元件所需的工作电压。在交流发电机乃至发电厂的大型发电机中，稳压器控制着输出电压的稳定性。在一个分布式配電系統中，稳压器可能會安装在一个子电站或者沿着导线延伸的方向上，以保证用户无论功率高低都能得到稳定的电压。

## 稳压器的性能參數
稳压器的輸出電壓只是近似定值，仍會有一些變動。稳压器的性能主要可以用以下二種量測值表示：
- 負載調節率（英语：Load regulation）：是在負載電流變化時，輸出電壓變化的程度[3]（例如：一般是15mV，若負載電流在5mA到1.4A之間，特定溫度及輸入電壓下，輸出電壓變化最大不超過100mV）。
- 線調節率（英语：Line regulation）或是輸入調節率是當輸入電壓變化時，輸出電壓變化的程度[4]，會表示為輸入電壓變化的比例（例如：一般為13 mV/V）或在一定輸入電壓範圍內，輸出電壓的變化（在輸入電壓在90V至260V、50-60 Hz時，輸出電壓的變化在正負2%以內）。

## 電子型穩壓器
簡單的穩壓電路可以將電阻和二極體串聯而得，因為二極體的電壓－電流曲線是呈對數曲線，在輸入電流變化時，二極體上的電壓只會有微幅的變化，適用在考慮成本，電壓精確度及效率不是考量重點的應用。
有回授的穩壓器會先比較實際電壓和固定的參考電壓，誤差值放大後送到穩壓元件，設法調整輸出使誤差值變小。這樣就形成了負回授控制迴路。增加開迴路增益可以提高電壓控制精準度，但會降低其穩定性，比較容易因為步階的變化出現振盪或是振鈴，在穩定性及對變化的響應速度間需有取捨。若輸出電壓可能會因為輸入電壓下降或是負載電流增加而下降，一般會建議增加穩壓元件，以產生較高的電壓，其方式可能是將輸入電壓略降低一點之後再輸出（線性穩壓器或降壓开关电源）或是較長週期由輸入側抽電流（升壓开关电源）。若輸出電壓太高，一般會使檼壓元件輸出較低的電壓。許多穩壓器都有過電流保護，因此若輸出電流太高時，會自動停止供應電流，若輸入電壓超過一定範圍以外，有些穩壓器也會自動停止工作。

## 機電型穩壓器
在機電型穩壓器中，會利用感測信號產生電磁鐵來進行穩壓。用電流產生的磁場吸引一個鐵芯，材料另一端有彈簧，或是靠材料所受的重力和電磁力平衡。當電壓上昇時，電流也隨之增加，電磁鐵會吸引鐵芯，鐵芯連接的機械開關會斷路，使電壓下降。當電壓下降時，電流也隨之減少，鐵芯會因彈簧或是重力回到原來位置，機械開關會閉合，使電壓上昇。
若機械型的穩壓器設計對小的電壓變動太敏感，可以用螺線管來移動開關，另一端是不同阻值的電阻，或是移動變壓器的繞阻，來慢慢的調整電壓，或是調整移動線圈交流穩壓器的位置。
機電型穩壓器常用在主電源的交流穩壓器。

## 自動穩壓器

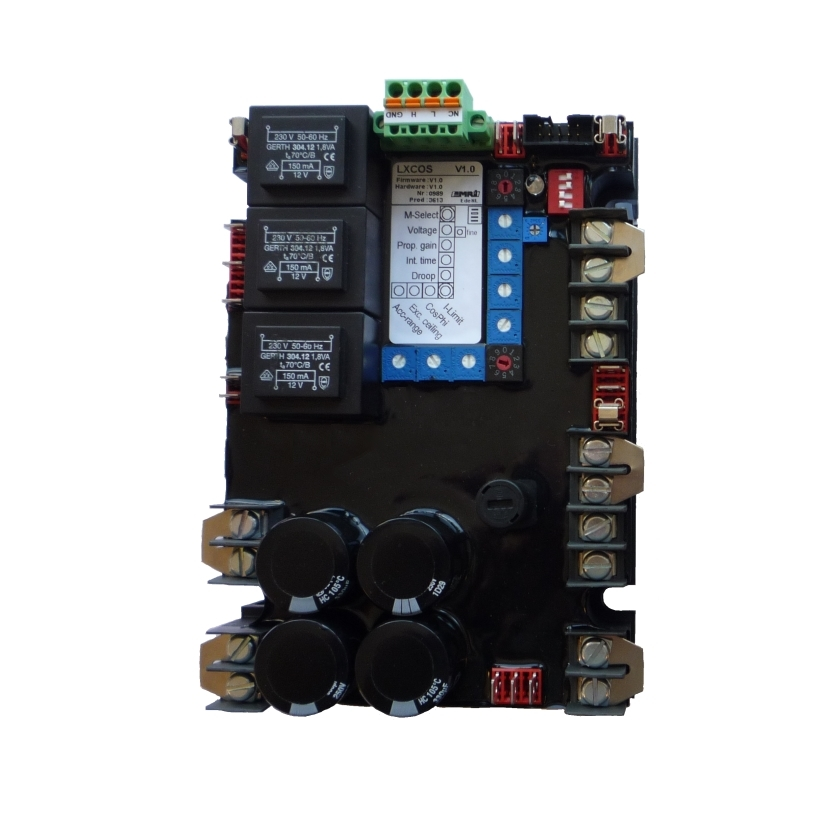
發電機的穩壓器

為了控制發電機的輸出（例如在船舶、發電廠、石油鑽機或緊急供電系統中的應用），會使用自動穩壓器（英語：automatic voltage regulators，簡稱AVR）。自動穩壓器屬於主動式系統，其動作原理和一般穩壓器相同，但系統較複雜。自動穩壓器中包括二極體、電容、電阻及電位器，甚至還包括微控制器，全部都放在一片電路板上。一般會安裝在發電機附近，連接一些線路以量測及調整發電機的輸出。

## 外部連結
- EMRI - Universal Voltage Regulators （页面存档备份，存于）（英文）
- Designing Regulated Power Supplies[永久]（英文）
- Electrostatic Precipitator Knowledge Base（英文）